# Manuel Lobatón
Manuel Lobatón Vesgas (Callao, 11 de noviembre de 1954) es un exfutbolista peruano. Jugaba como mediocentro proveniente de una familia de futbolistas entre ellos su primo Víctor Lobatón, y su hermano Abel Lobatón Vesgas y sus sobrinos Abel Lobatón y Carlos Lobatón

## Trayectoria
Se inició en el Club Atlético Chalaco cuando este estaba por retornar a la primera división del futbol peruano.Luego continuo en el Club Alianza Lima.Después retorno al Club Atlético Chalaco, para finalmente emigrar a Centroamérica al Deportivo Saprissa de Costa Rica.

## Clubes
| Club                        | País       | Año       |
| --------------------------- | ---------- | --------- |
| Atlético Chalaco            | Perú       | 1972-1973 |
| Carlos A. Mannucci          | Perú       | 1974      |
| Atlético Chalaco            | Perú       | 1975      |
| Alianza Lima                | Perú       | 1976      |
| Atlético Chalaco            | Perú       | 1977-1978 |
| Deportivo Saprissa          | Costa Rica | 1978-1979 |
| Colegio Nacional de Iquitos | Perú       | 1980      |

## Palmarés
| Título           | Club             | País | Año  |
| ---------------- | ---------------- | ---- | ---- |
| Segunda División | Atlético Chalaco | Perú | 1972 |